# Besana in Brianza
Besana in Brianza (bis 1864 einfach Besana) ist eine norditalienische Gemeinde (comune) mit 15.445 Einwohnern (Stand 31. Dezember 2023) in der Provinz Monza und Brianza in der Lombardei. Der Ort liegt etwa 15 Kilometer nördlich von Monza und etwa 18 Kilometer südwestlich von Lecco. Seit 1971 führt der Ort auf Grund Präsidialerlasses den Titel Città (Stadt). Die Gemeinde grenzt an die Provinz Lecco.

## Geschichte
Über die Örtlichkeit gibt bereits eine Inschrift, die auf das Jahr 69 nach Christus datiert werden kann und im Ortsteil Valle Guidino gefunden wurde, Auskunft. Im Mittelalter unterstand die Gegend dem Erzbischof von Mailand.

## Persönlichkeiten
- Eugenio Corti (1921–2014), Schriftsteller
- Giovanni Crippa (* 1958), römisch-katholischer Ordensgeistlicher und Bischof von Ilhéus in Brasilien
- Demetrio Albertini (* 1971), Fußballspieler und -trainer
- Vittorio Arrigoni (1975–2011), Journalist und Aktivist
- Cristina Tonetti (* 2002), Radrennfahrerin

## Verkehr
Besana in Brianza liegt am Rande des Parco della Valle del Lambro. Ein Bahnhof an der nichtelektrifizierten Strecke von Monza nach Molteno wird regelmäßig bedient.